# Pangmop
Pangmop är ett berg i Indonesien.   Det ligger i provinsen Aceh, i den västra delen av landet, 1 600 km nordväst om huvudstaden Jakarta. Toppen på Pangmop är 2 222 meter över havet.
Terrängen runt Pangmop är huvudsakligen kuperad, men österut är den bergig. Trakten runt Pangmop är nära nog obefolkad, med mindre än två invånare per kvadratkilometer. I omgivningarna runt Pangmop växer i huvudsak städsegrön lövskog.